# Ultimo rifugio: Antartide
Ultimo rifugio: Antartide (復活の日?, Fukkatsu no hi, lett. "Il giorno della resurrezione") è un film del 1980 diretto da Kinji Fukasaku.
Film di fantascienza apocalittico, basato su un romanzo di Sakyō Komatsu del 1964. All'epoca fu il film giapponese più costoso mai distribuito.

## Trama
Un uomo vestito di stracci cerca rifugio in una chiesa in sud America. All'interno trova diversi scheletri e, accasciatosi spossato davanti all'altare, inizia un delirante dialogo mentale con uno di essi. L'uomo sta intraprendendo un lungo viaggio solitario verso sud, per ricongiungersi alla donna amata.
Febbraio 1982. In un incontro segreto tra uno spaventato scienziato della Germania Est, il dr. Krause, e un gruppo di agenti americani avviene lo scambio di una fiala. In essa è contenuto un virus, l'MM88, creato accidentalmente da un genetista statunitense e trafugato da agenti sovietici. Il virus ha la capacità di potenziare la virulenza di qualsiasi altro virus o batterio con cui entra in contatto, rendendo così letale la malattia da esso scatenata. Krause vuole che un campione del virus venga consegnato ad un suo collega svizzero, il dottor Leisenauer, in modo che possa essere studiato un vaccino. Lo scambio viene però intercettato da soldati della Germania Est e Krause viene ucciso. Gli agenti americani fuggono su un aereo da turismo, ma, volando a bassa quota sulle Alpi per non farsi intercettare, hanno un incidente e fatalmente la fiala contenente l'MM88 si rompe, liberando il virus.
Alcune settimane dopo una spaventosa pandemia conosciuta come "Influenza italica" colpisce il mondo intero. Si scatena il panico collettivo, gli ospedali sono saturi per il gran numero di malati e i medici, esausti, diventano malati anch'essi. La legge marziale viene imposta in molti Paesi per tentare di limitare il contagio, ma nonostante ciò i governi del mondo non possono fare altro che assistere impotenti al destino di milioni di loro cittadini: ammalarsi e morire.
Alla Casa Bianca, il senatore americano Barkley mette al corrente il presidente degli Stati Uniti Richardson che ha scoperto che la causa della pandemia è l'MM88, fatto che i vertici militari gli hanno tenuto nascosto. Il capo di stato maggiore dell'esercito Garland nega ogni responsabilità, affermando anzi che il virus è assolutamente innocuo, essendo il risultato fallimentare di uno studio di guerra batteriologica.
Nonostante sia ormai chiaro quale sia la causa della pandemia è però troppo tardi per trovare una cura: in meno di sette mesi dallo scoppio dell'epidemia l'intera popolazione mondiale è stata annientata. In un ultimo sprazzo di lucidità prima di soccombere, il presidente Richardson si rende conto che l'unica possibilità per la razza umana è rappresentato dalle 863 persone tra scienziati e tecnici delle basi in Antartide: il virus si inattiva infatti a temperature inferiori a -10 gradi. Invia quindi un ultimo messaggio all'ammiraglio Conway, comandante in capo a Palmer Station, e alle altre basi presenti sul continente ghiacciato, informandoli che tutto è ormai perduto e che solo loro potranno salvarsi, a patto di rimanere dove si trovano.
I sopravvissuti riorganizzano una forma di governo per affrontare la dura realtà in cui si trovano, incluso l'ovvio problema della ripopolazione, essendo presenti solo otto donne tra centinaia di uomini. Si forma così, superando ormai inutili e obsolete resistenze culturali e nazionalistiche, il "Consiglio Federale dell'Antartide", formato dai rappresentanti delle basi di diversi paesi tra cui americani, sovietici, argentini, norvegesi e giapponesi.
Subito si presenta un primo grande problema da affrontare: un sottomarino sovietico carico di marinai malati e stremati chiede il permesso di attraccare presso Palmer Station, permesso che viene negato per il rischio che il contagio si propaghi. Consapevoli delle nulle possibilità di difesa della base, i marinai sono ben decisi di imporre la loro volontà con la forza, ma il loro battello viene ingaggiato e affondato dal sottomarino nucleare britannico Nereide, sotto il comando del capitano McCloud, che incrociava nelle stesse acque.
Il Nereide e il suo equipaggio, in navigazione da prima dello scoppio della pandemia, si unisce ai sopravvissuti e inizia una nuova serie di crociere tra le capitali del mondo, tra cui Tokyo, Londra e Washington, in cui documenta, attraverso un drone, la completa desolazione e mancanza di vita e la presenza del virus ancora attivo.
Mentre la vita in Antartide ricomincia il suo corso, con la nascita di diversi bambini, diverse scosse di terremoto si abbattono sulla costa orientale degli Stati Uniti. Osservando lo studio del geologo giapponese Shūzō Yoshizumi, l'ex agente della CIA Carter si accorge che è previsto che un devastante terremoto colpisca Washington. Egli mette quindi a conoscenza l'ammiraglio Conway e il consiglio federale di un grosso pericolo incombente: prima di morire, il capo di stato maggiore Garland, ormai impazzito, ha attivato il Sistema di Reazione Automatica (Automated Reaction System, ARS) dell'arsenale nucleare americano, credendo che l'Unione Sovietica avrebbe approfittato della confusione causata dalla pandemia per scatenare un attacco contro il nord America. Se il sistema non viene disattivato prima che il terremoto colpisca, il computer interpreterà la distruzione come un attacco e risponderà lanciando i suoi missili contro obbiettivi sovietici. Il componente sovietico del consiglio rende noto che anche il suo paese ha un sistema identico, e che anche quest’ultimo è stato attivato durante la pandemia. Uno degli obbiettivi è, fatalmente, proprio Palmer Station, creduta erroneamente dai sovietici una base missilistica. L'unica soluzione è che qualcuno vada a Washington e disattivi il sistema prima che il terremoto colpisca, ma si tratta di una missione suicida: il virus è ancora attivo.
Carter e Yoshizumi si offrono volontari e si imbarcano sul Nereide. Nel frattempo tutte le donne e una parte del personale di Palmer Station vengono imbarcati su una nave rompighiaccio, in modo da trasferire parte dei sopravvissuti verso la Terra del Fuoco in caso la missione non abbia successo.
Durante il viaggio il medico di bordo del Nereide scopre che il virus, mantenuto nella camera di reazione del reattore nucleare, si è inattivato dopo la lunga esposizione alle radiazioni e riesce a sintetizzare un vaccino. Giunti a Washington lo consegna ai due uomini, chiedendo loro di iniettarselo una volta a terra e di testarlo sul campo.
Carter e Yoshizumi riescono a raggiungere il sistema ARS situato in un bunker al di sotto della Casa Bianca, ma, proprio poco prima di riuscire ad arrestare il sistema, il terremoto colpisce uccidendo Carter e lasciando Yoshizumi a fissare impotente sul monitor gli ICBM che spiccano il volo. Il giapponese non può far altro che comunicare al Nereide l'insuccesso della loro missione e, magra consolazione, l'efficacia del vaccino.
È quindi Yoshizumi l'uomo entrato nella chiesa all'inizio del film, sopravvissuto all'olocausto nucleare e al virus, che riprende il suo cammino solitario verso la Terra del Fuoco.

## Produzione
Haruki Kadokawa, proprietario della Kadokawa Shoten, il maggiore impero editoriale giapponese, decise nei primi anni settanta di espandere l'azienda di famiglia creando la Kadokawa Production Company, uno studio di produzione cinematografica. Prese questa decisione dopo essersi reso conto dell'inesorabile declino del cinema europeo e asiatico, schiacciato dai blockbuster di produzione americana. Rivoluzionò l'industria cinematografica del proprio paese producendo una serie di film su temi sfacciatamente populisti e di facile presa sul pubblico, spesso basati su produzioni letterarie detenute dalla sua azienda. Dopo la produzione di diversi film per il mercato giapponese, Kadokawa decise di tentare di espandersi sul mercato internazionale producendo il film interrazziale Proof of the Man (Ningen no Shomei) diretto da Junya Sato e con la partecipazione di George Kennedy come attore protagonista. Il film, pur avendo un buon successo in Giappone, non fu mai distribuito nelle sale cinematografiche statunitensi, raggiungendo solo il mercato dell'home video.
Per nulla scoraggiato dall'insuccesso internazionale del film, Kadokawa decise di capitalizzare per la produzione successiva la congettura che l'unica cosa ad unire il mondo intero sia la paura dell'annientamento totale. Dopo avere acquistato i diritti di un celebere romanzo di Sakyō Komatsu, iniziò quindi la produzione del film Virus, reclutando famose star straniere e lanciando una grande campagna promozionale planetaria della pellicola.
La direzione della pellicola venne affidata all'affermato regista Kinji Fukasaku, che aveva già avuto precedenti esperienze di produzioni internazionali avendo collaborato con Richard Fleischer nel 1970 per Tora! Tora! Tora!
Le aspirazioni megalomani di Kadokawa avrebbero fatto sì che il film diventasse la produzione cinematografica più costosa della storia del cinema giapponese fino a quel momento, con un costo di oltre 2 milioni di Yen.
La pellicola è stata girata in Canada e in Alaska.

## Distribuzione
Sul mercato americano è stata distribuita in versione accorciata di circa 50 minuti. La pellicola è entrata nel pubblico dominio negli Stati Uniti.

## Accoglienza
Il film fu un clamoroso flop commerciale, essendo stato distribuito solo in pochi cinema americani e venduto, dopo pesanti tagli che ne ridussero la durata da 156 a 108 minuti, alle tv via cavo.

### Critica
Secondo Fantafilm "più che nella storia, l'originalità del film sta [...] nella rilettura in chiave fantascientifica del fortunato filone dei film "catastrofici" che in quegli anni riempivano ancora le sale di tutto il mondo."